# Distretto di San Francisco de Cayrán
Il distretto di San Francisco de Cayrán è un distretto del Perù nella provincia di Huánuco (regione di Huánuco) con 4.739 abitanti al censimento 2007, dei quali 527 censiti in territorio urbano e 4.212 in territorio rurale.
È stato istituito il 10 maggio 1955, ed ha come capoluogo il centro abitato di Cayran.